# Thomas Kellein
Thomas Kellein (* 1955 in Nürnberg) ist ein deutscher Kunsthistoriker.

## Leben und Wirken
Die Gymnasialzeit verlebte Thomas Kellein in Hannover, das Studium der Fächer Kunstgeschichte, Philosophie und Literaturwissenschaften führte ihn nach Berlin, Hamburg und Marburg an der Lahn. Kellein wurde 1982 promoviert. Seine Dissertation ist im Buch Sputnikschock und Mondlandung. Künstlerische Großprojekte von Yves Klein zu Christo sowie in einem zusätzlichen Teil in seinem Katalog Walter De Maria. 5 Kontinente Skulptur publiziert. Kellein lebt in Berlin.
1982 wurde Kellein als Konservator an die Staatsgalerie Stuttgart berufen, wo er das von Hanns Sohm gegründete, internationale „Archiv für Intermediakunst nach 1945“ leitete. Seitdem kuratiert er Ausstellungen, anfangs mit Ad Reinhardt und später mit Walter De Maria.
1988 folgte Kellein einem Ruf als Direktor an die Kunsthalle Basel, wo er bis 1995 Ausstellungen von Mark Rothko, Clyfford Still, Andy Warhol, Mike Kelley, John McCracken, Cindy Sherman, Hiroshi Sugimoto, Rachel Whiteread sowie die thematischen Projekte „Das 21. Jahrhundert“ und „Welt-Moral. Moralvorstellungen in der bildenden Kunst heute“ organisierte. Mehrere der genannten Ausstellungen sind von Basel aus in verschiedene europäische Länder und in die USA gereist.
Während der Basler Zeit war Kellein Gastkurator am Watari-Um in Tokio, an der Royal Academy of Arts in London und im Haus der Kunst in München. Hier organisierte er 1995 die historisch übergreifende Ausstellung „Pierrot. Melancholie und Maske“. Als Lehrbeauftragter und Professor für Kunstgeschichte war er zwischen 1982 und 1996 an der Philipps-Universität Marburg, der Kunstakademie Stuttgart, der Universität Stuttgart und der Universität Freiburg tätig.
Von 1996 bis 2010 war Kellein Direktor der Kunsthalle Bielefeld. Unter seiner Leitung wandelte sich das städtische Museum in eine gemeinnützige Betriebsgesellschaft. Kellein kuratierte in Bielefeld Ausstellungen von Alvar und Aino Aalto, Vanessa Beecroft, Louise Bourgeois, George Condo, Paul Delvaux, Fang Lijun, Caspar David Friedrich, Adam Fuss, Donald Judd, Ilja und Emilia Kabakow, Jeff Koons, Henri Laurens, Robert Longo, Kasimir Sewerinowitsch Malewitsch, Yoko Ono, Pablo Picasso, Rirkrit Tiravanija oder Not Vital. Zu seinen bis 2010 erarbeiteten thematischen Projekten gehörten „1937. Perfektion und Zerstörung“, „1968. Die Große Unschuld“ sowie „The 80s Revisited. Sammlung Bischofberger“.
1997 initiierte Kellein in öffentlichen wie privaten Gärten und Parks das staatlich geförderte Projekt „Garten-Landschaft OstWestfalenLippe“, das von 2000 bis 2010 jährlich bis zu sechs verschiedene Rauminszenierungen umfasste. Zu den beteiligten Gärtnern, Künstlerinnen und Künstlern gehörten u. a. Georg Baselitz, Gilles Clément, George Condo, Richard Deacon, Ólafur Elíasson, Jenny Holzer, Ilja und Emilia Kabakow, Anish Kapoor, Jonathan Meese, Christiane Möbus, Piet Oudolf, Tobias Rehberger, Thomas Schütte, Martha Schwartz, Yutaka Sone oder Jan Vercruysse. Mehrere der Rauminszenierungen, so von Jenny Holzer im Schlosspark Rheder, sind als dauerhafte Installationen zugänglich. Im Gräflichen Park Bad Driburg ist seit 2009 der „Piet Oudolf Garten“ geöffnet.
Im Jahr 2010 wurde Kellein zum Direktor der Chinati Foundation in Marfa, Texas, berufen, wo er bis 2012 blieb. Das ca. 130 Hektar große Gelände umfasst mehr als dreißig Gebäude, die der amerikanische Bildhauer Donald Judd von 1982 an mit Geldern der New Yorker Dia Art Foundation mit eigenen Arbeiten bespielte, um sie ebenso ausgewählten Künstlern zugänglich zu machen. Kellein hatte ihn 1991 mit Hilfe des Architekturbüros Zwimpfer Partner nach Basel eingeladen, wo Judd die Fassadengestaltung des Bahnhofs Ost entwickelte.
Von 2012 bis 2013 war Kellein selbständiger künstlerischer Berater. Seit 2013 ist er Direktor der Abteilung Art Consult des Bankhauses Berenberg, die 2017 von Hamburg nach Zürich verlagert wurde. Zwischen 1987 und 2010 war er in nebenberuflichen Mandaten beratend für Mercedes-Benz in Stuttgart, die Staff Stiftung in Lemgo, verschiedene Städte und Gemeinden in Nordrhein-Westfalen sowie die NRW.Bank in Düsseldorf tätig. Heute ist er Direktor der Art Consult bei der Bergos Berenberg AG in Zürich und berät weiterhin die Berenberg-Gruppe.
Für die Written Art Foundation in Frankfurt am Main hat er die Ausstellung „The Grace Of A Gesture“ mit Arbeiten des New Yorker Künstlers Lawrence Weiner im Rahmen der Biennale Venedig 2013 kuratiert. 2015 folgte die Ausstellung „War Paintings“ von Jenny Holzer im Museo Correr. 2017 fand im Museo Correr, Venedig, unter seiner Regie die Ausstellung „The Home of My Eyes“ von Shirin Neshat statt. 2019 wird im UCCA in Beijing die Ausstellung „Mapp Mondo“ von Qiu Zhijie gezeigt, in deren Zentrum mit einer eigenen Publikation die von Kellein für die Written Art Collection beauftragte Folge von „24 World Maps“ steht.
Im Januar 2015 sagte Kellein als Zeuge im Prozess gegen Helge Achenbach aus.
Für die Fernsehserie 1000 Meisterwerke verfasste er Beiträge zu Gemälden von Georg Baselitz, Willem de Kooning, Roy Lichtenstein. Diese Texte wurden auch in den Begleitbüchern der Serie abgedruckt, werden sporadisch auf 3sat, ZDFkultur und Planet wiederholt und sind heute auf den DVD-Veröffentlichungen verfügbar (siehe 1000 Meisterwerke#Literatur).

## Schriften
- Ad Reinhardt. Die Schwarzen Bilder. Ausst. Kat. (mit Gudrun Inboden). Staatsgalerie Stuttgart, 1985.
- Fröhliche Wissenschaft. Das Archiv Sohm. Ausst. Kat. Staatsgalerie Stuttgart, 1986.
- Walter De Maria. 5 Kontinente Skulptur. Ausst. Kat. Staatsgalerie Stuttgart, 1987.
- Sputnikschock und Mondlandung. Künstlerische Großprojekte von Yves Klein zu Christo. Verlag Gerd Hatje, Stuttgart 1989.
- Mark Rothko. Kaaba in New York. Ausst. Kat. Kunsthalle Basel, 1989.
- Ian Hamilton Finlay. Ausst. Kat. Kunsthalle Basel, 1990.
- Cindy Sherman. Verlag Hatje/Cantz, Ostfildern-Ruit 1991.
- Clyfford Still 1904-1980. Die Sammlungen in Buffalo und San Francisco. Prestel Verlag, München 1992.
- Das 21. Jahrhundert. Ausst. Kat. Kunsthalle Basel, 1993.
- Mike Kelley. Verlag Hatje/Cantz, Ostfildern-Ruit 1993.
- Andy Warhol abstrakt. Prestel Verlag, München 1993.
- Welt-Moral. Moralvorstellungen in der bildenden Kunst heute. Ausst. Kat. Kunsthalle Basel, 1994.
- Rachel Whiteread, Skulptur. Ausst. Kat. Kunsthalle Basel/ICA Philadelphia/ICA Boston, 1994/1995.
- Hiroshi Sugimoto. Time Exposed. Edition Hansjörg Mayer, Thames and Hudson, Stuttgart/London/New York 1995.
- Fluxus. Edition Hansjörg Mayer, Thames and Hudson, Stuttgart/London/New York 1995.
- Roni Horn. Making Being Here Enough. Ausst. Kat. Kunsthalle Basel/Kestnergesellschaft Hannover, 1995.
- John McCracken. Ausst. Kat. Kunsthalle Basel, 1995.
- Pierrot. Melancholie und Maske. Prestel Verlag, München 1995.
- Robert Longo. Magellan. DuMont Buchverlag, Köln 1997.
- Caspar David Friedrich. Der künstlerische Weg. Prestel Verlag, München 1998.
- Als Maler nenne ich mich Konrad Lueg. (Mit Daniel Marzona). Ausst. Kat. Kunsthalle Bielefeld/Museum of Contemporary Art in Gent/P.S. 1, New York 1999/2000.
- Kasimir Malewitsch. Das Spätwerk. Ausst. Kat. Kunsthalle Bielefeld, 2000.
- Abstrakte Fotografie (mit Angela Lampe). Verlag Hatje/Cantz, Ostfildern-Ruit 2000.
- Art Works. Sammlung Marzona. Kunst um 1968. Verlag Hatje/Cantz, Ostfildern-Ruit 2001.
- Henri Laurens. Frauenbilder, Frauenkörper. Ausst. Kat. Kunsthalle Bielefeld, 2001.
- Donald Judd. Das Frühwerk 1955-1968. Verlag der Buchhandlung Walther König und D.A.P., Köln und New York 2002.
- Jeff Koons. Bilder 1980-2002. Verlag der Buchhandlung Walther König und D.A.P., Köln und New York 2002.
- Adam Fuss. Verlag der Buchhandlung Walther König und D.A.P., Köln und New York 2003.
- Vanessa Beecroft. Fotografie, Filme, Zeichnungen. Verlag Hatje/Cantz, Ostfildern-Ruit 2004.
- Ilya und Emilia Kabakov. Die Utopische Stadt und andere Projekte. Kerber Verlag, Bielefeld 2004.
- Alvar und Aino Aalto. Design. Sammlung Bischofberger. Verlag Hatje/Cantz, Ostfildern-Ruit 2005.
- George Condo. One Hundred Women. Verlag Hatje/Cantz, Ostfildern-Ruit 2005.
- Louise Bourgeois. La famille. Verlag der Buchhandlung Walther König und D.A.P., Köln und New York 2006.
- George Maciunas. Der Traum von Fluxus. Edition Hansjörg Mayer, London und Bangkok 2007.
- 1937. Perfektion und Zerstörung. Verlag Ernst Wasmuth, Tübingen 2007.
- Yoko Ono. Between the Sky and My Head. Verlag der Buchhandlung Walther König, Köln 2008.
- 1968. Die Große Unschuld. DuMont Buchverlag, Köln 2009.
- Fang Lijun. Sea + Sky. DuMont Buchverlag, Köln 2009.
- The 80s Revisited. Sammlung Bischofberger. DuMont Buchverlag, Köln 2010.
- Rirkrit Tiravanija. Cook Book. Just Smile and Don’t Talk. Bangkok, River Books, und London, Edition Hansjörg Mayer 2010.
- Picasso 1905 in Paris. (Mit David Riedel). Hirmer Verlag, München/Leipzig 2011.
- Lawrence Weiner. The Grace of a Gesture. Verlag der Buchhandlung Walther König, Köln 2013.
- Shirin Neshat. The Home of My Eyes. Verlag der Buchhandlung Walther König, Köln 2017.
- Qiu Zhijie. Mappa Mundi. Verlag der Buchhandlung Walther König, Köln 2019.